# Ibersheimer Wörth
Der Ibersheimer Wörth ist eine ehemalige Flussinsel des Oberrheins, die man Wörth oder Werth nennt. Das Gelände liegt in der Gemarkung Worms-Ibersheim, zwischen den Rheinstrom-Kilometern 453,5 bis 458,4 und im Landschaftsschutzgebiet Rheinhessisches Rheingebiet. Eine weitergehende Unterschutzstellung wurde diskutiert, weil dieses Gebiet für die Kultur und die Natur wertvoll ist.

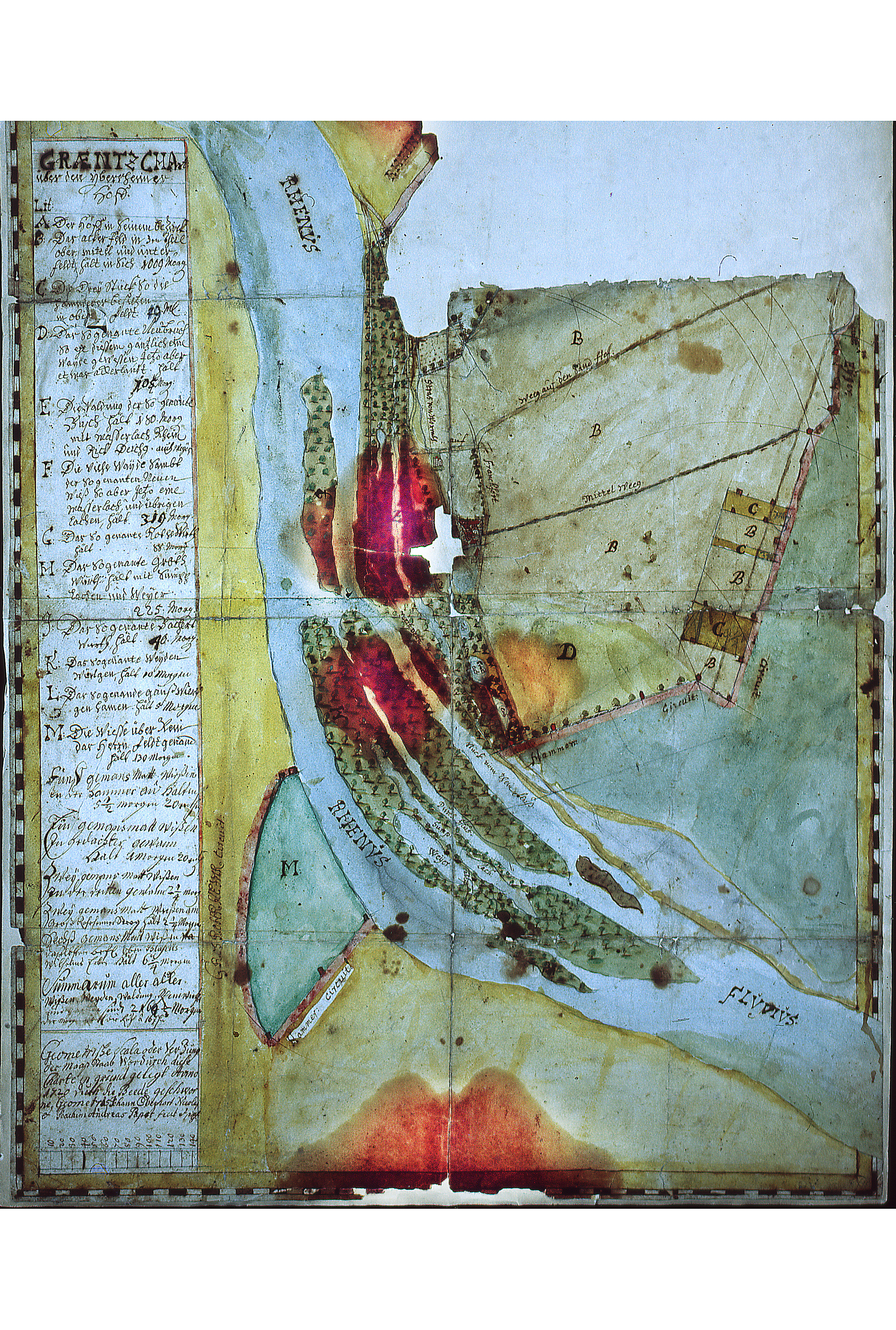
Gemarkung um 1720 mit Rheininseln

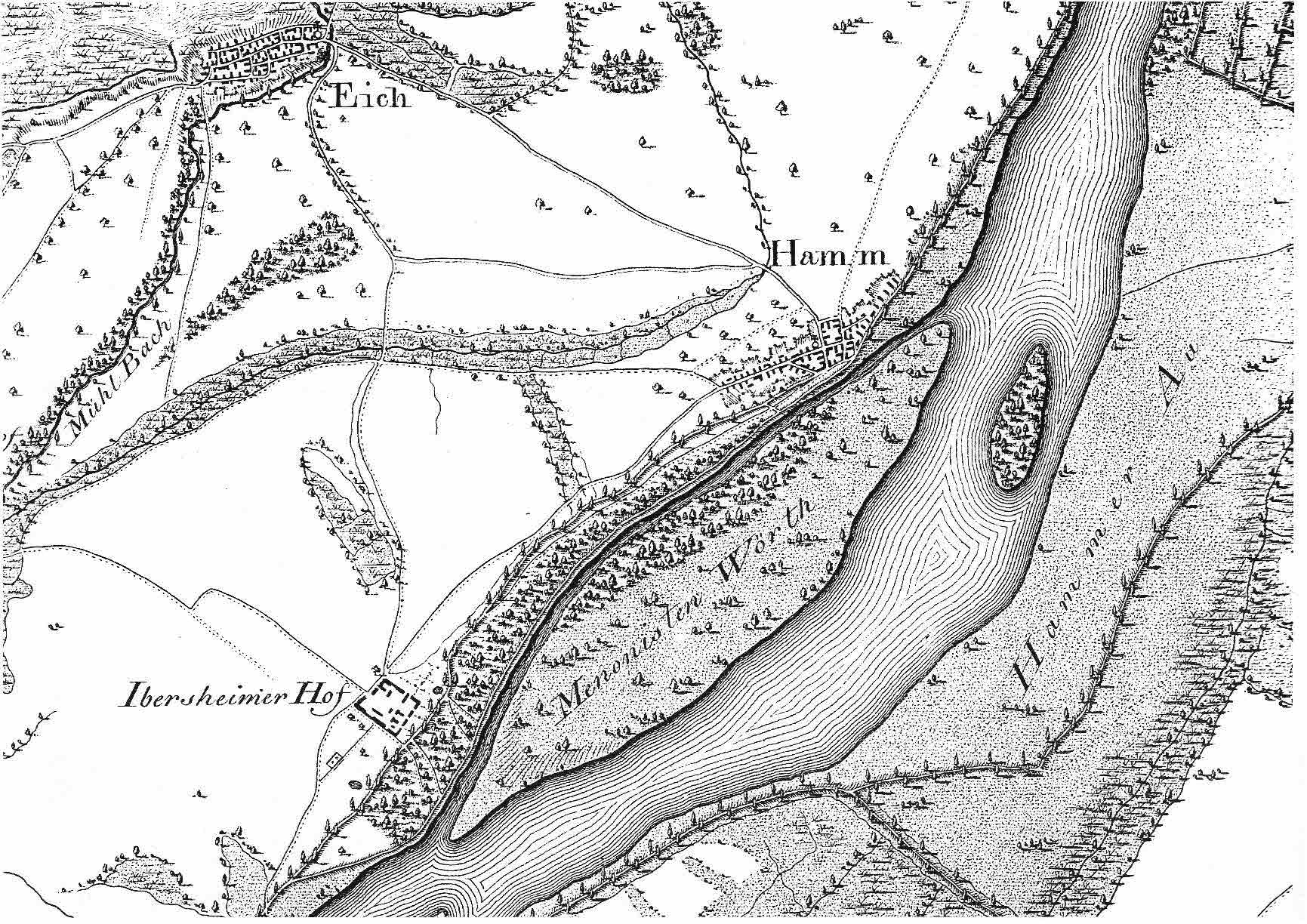
Heinr. Haaß: Militärische Situationskarte, 1799

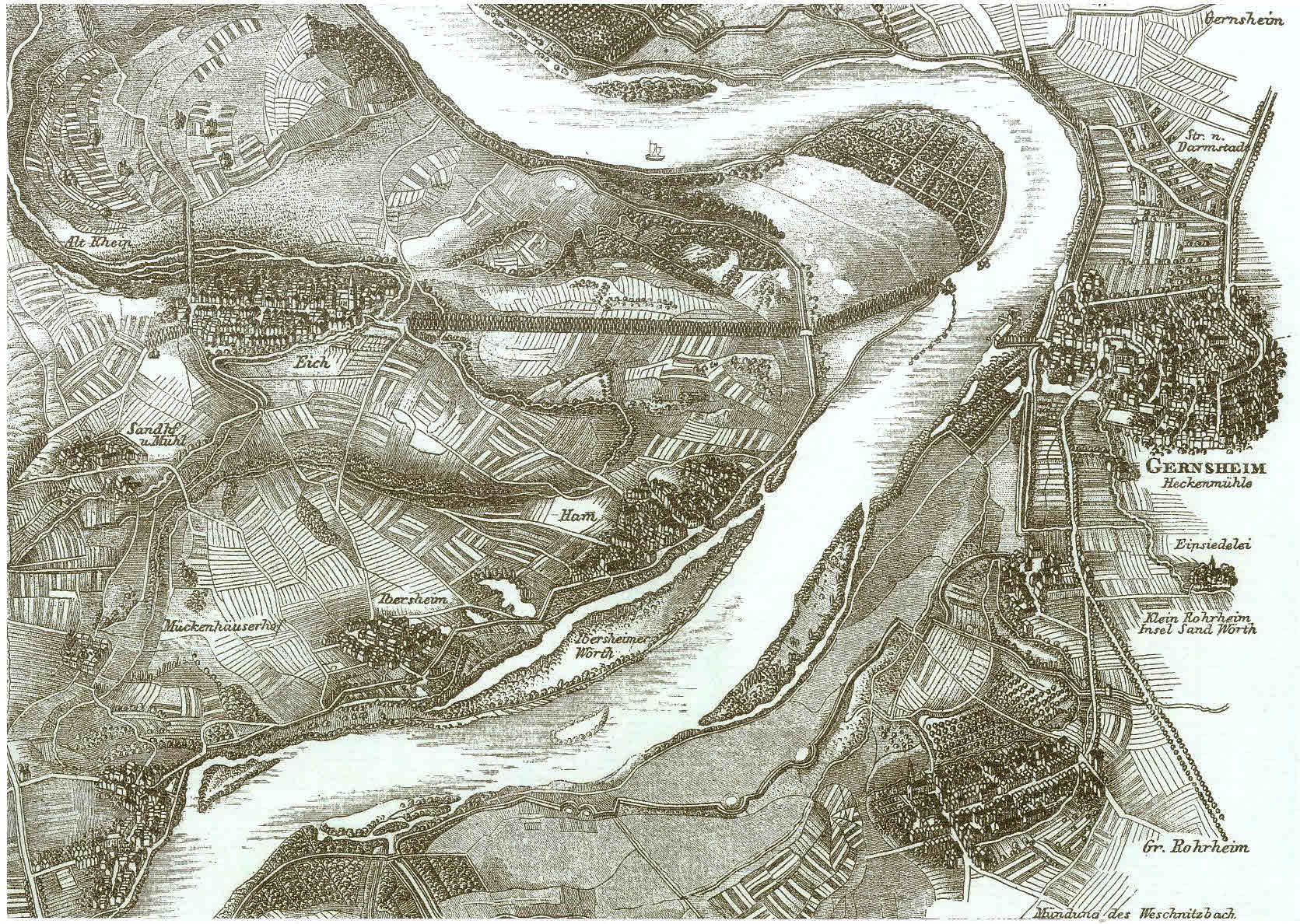
Friedr. Wilh. Delkeskamp: Neues Panorama des Rheins, 1842

## Geografie
Im Oberrheintalgraben entstanden im Tertiär und im Quartär durch den langsam fließenden und durch die unterschiedlichen Hochwasser des Rheins, verschiedenen Ablagerungen (Lehm, Schluff, Kies, Sand), die zu einer Insel führten.

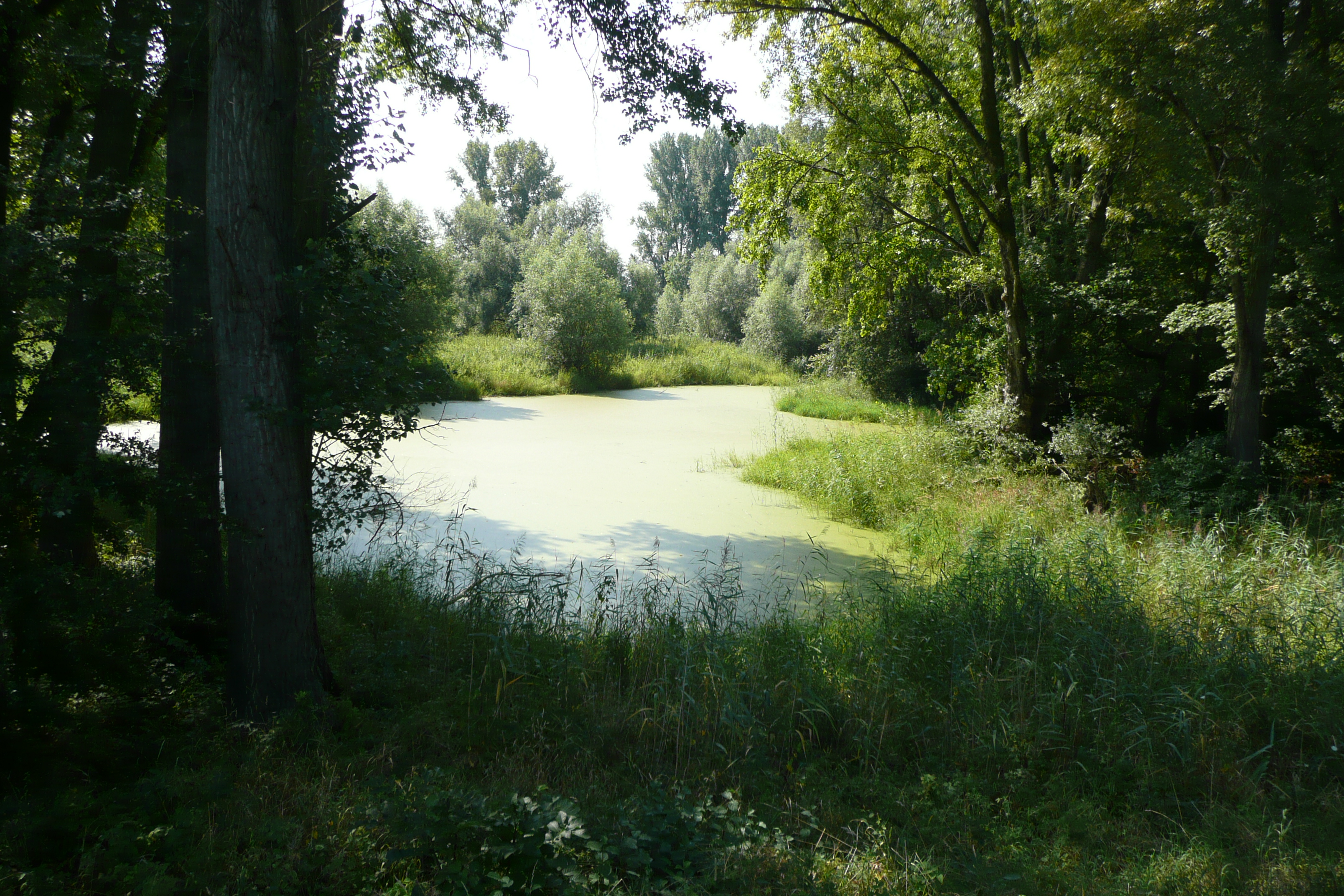
Rheinlöcher

Die ehemalige Rheininsel zwischen dem Neurhein bei Stromkilometer 453,5 bis 458,5 und einem Altrheinarm von ca. vier Kilometern Länge mit den Bezeichnungen:
- Rheinlöcher nennen die Ibersheimer ihren Teil mit ursprünglich ca. zwei Kilometern, der heute erst bei dem Krippenweg beginnt.
- Scheidegraben ist die Bezeichnung wegen der Gemarkungsgrenze zwischen Ibersheim und Hamm durch den ehemaligen Altrheinarm, auch Anhang genannt.

Der Ibersheimer Wörth liegt in der Gemarkung von Worms-Ibersheim mit der Bezeichnung nach geschichtlichen, geographischen und öffentlich-rechtlichen Gründen.
Das nördliche Ende der Insel ist auf historischen Rheinlaufkarten von 1799 und 1842 an der heutigen Gemarkungsgrenze, zwischen Ibersheim und Hamm, bei der Straße zum Rhein (ehemals Gasthaus Schmittel) erkennbar.
Die Südspitze war bei der Gemarkungsgrenze zwischen Ibersheim und Rheindürkheim. Dort ist ein Prallhang des Rheines. Bei dem Neubau eines Rheindammes ab 1801, unter napoleonischer Regierung im Departement Donnersberg, ist dort der Einlauf zum Altrhein geschlossen worden. Die wasserbaulich schwierige Maßnahme wurde damals der Familie Brubacher übertragen, die in ihrer Schweizer Heimat, dem Berner Oberland, entsprechende Erfahrungen gesammelt hatten. Mit der Schließung dieses Einlaufs wurde der Altrheinarm (Rheinlöcher/Scheidegraben) zu einem Stillgewässer. Ein Zu- bzw. Abfluss als Niveauregulierung gibt es heute im Norden auf der Gemarkung von Hamm, nahe der ehemaligen Pappelgruppe Zwölf Apostel.
Der Ibersheimer Wörth wird 1830 und 1845 beschrieben:
Ibersheimer Wörth, Rheinau, besteht aus Wald und Wiesen und gehört zu Ibersheim. Diese Au, theils herrschaftlich, theils privat ist durch keinen Damm geschützt.
Um 1900 teilte sich der Wörth in fünf Inseln auf:
- Das rote Wörth, mit Eichen und anderen Bäumen bewachsen, 88 Morgen groß.
- Das große Wörth, mit einem großen Weiher und sumpfigen Lachen, 250 Morgen groß.
- Das Bachertwörth, zur Hälfte mit Weiden bewachsen und zur Hälfte sandig, 40 Morgen groß.
- Das Weidenwörth, gegen Groß-Rohrheim gelegen, mit Weiden bewachsen, 10 Morgen groß.
- Das Gänswörth, Hamm gegenüber, verschwindend klein.

Eine naturräumliche Vernetzung zwischen dem Ibersheimer Wörth und den wertvollen Naturräumen hinter dem Rheinhauptdeich war vorstellbar. Deshalb wurde 1966/67 eine Ausweisung von zwei Teilflächen als Naturdenkmal vorgeschlagen, die jedoch nicht erfolgte:
- Ibersheimer Wäldchen, Auwaldrest mit ca. 7,8 ha in der Gewann Mittellache (Mittlach genannt) und
- Neuloch, 1824 bei einem Dammbruch entstandene Ausspülung mit ca. 1,7 ha[6]

## Geschichte
Der Ibersheimer Wörth hat eine eigene und wechselvolle Geschichte:
- Aus Zollprivilegien von 1261 und 1290 geht hervor, dass die Kommende Ibersheim des Deutschen Ordens für die Ballei Koblenz eine Zulieferfunktion für Wein und Weinfässer hatte. Von den Eichbäumen auf dem Wörth wurden Fässer noch vor Ort hergestellt. Mit Ibersheimer Wein belieferte man dann seine Ballei in Koblenz, zollfrei an den einzelnen Rheinzollstätten, mit dem Schiff.
- Der Salmengrund auf dem Bachert, ein Laich- und Fanggewässer für Lachse bzw. Salme wird in Urkunden von 1285, 1362, 1418, 1429, 1465, bei Verträgen der Grundherren, besonders erwähnt.[7] (Salm nennt man den Fisch, wenn er flussaufwärts zum Laichen schwimmt und Lachs, wenn er flussabwärts zum Meer wandert.)
- Am 16. April 1945 kamen die beiden Jugendlichen Erwin Küll (* 1934) und Werner Heusner (* 1936) durch Fundmunition auf dem Wörth ums Leben. Ihre Gräber werden auf dem Ibersheimer Friedhof noch heute (2012) gepflegt.
- Wassernüsse fand man nach dem Zweiten Weltkrieg noch am kiesigen Ibersheimer Rheinstrand. Diese wurden im Herbst, vom Lampertheimer Altrhein kommend, dort angeschwemmt. Wegen der ungewöhnlichen Form nannte man die Samenfrüchte "Spitzbubenpfeifchen".

## Wirtschaft

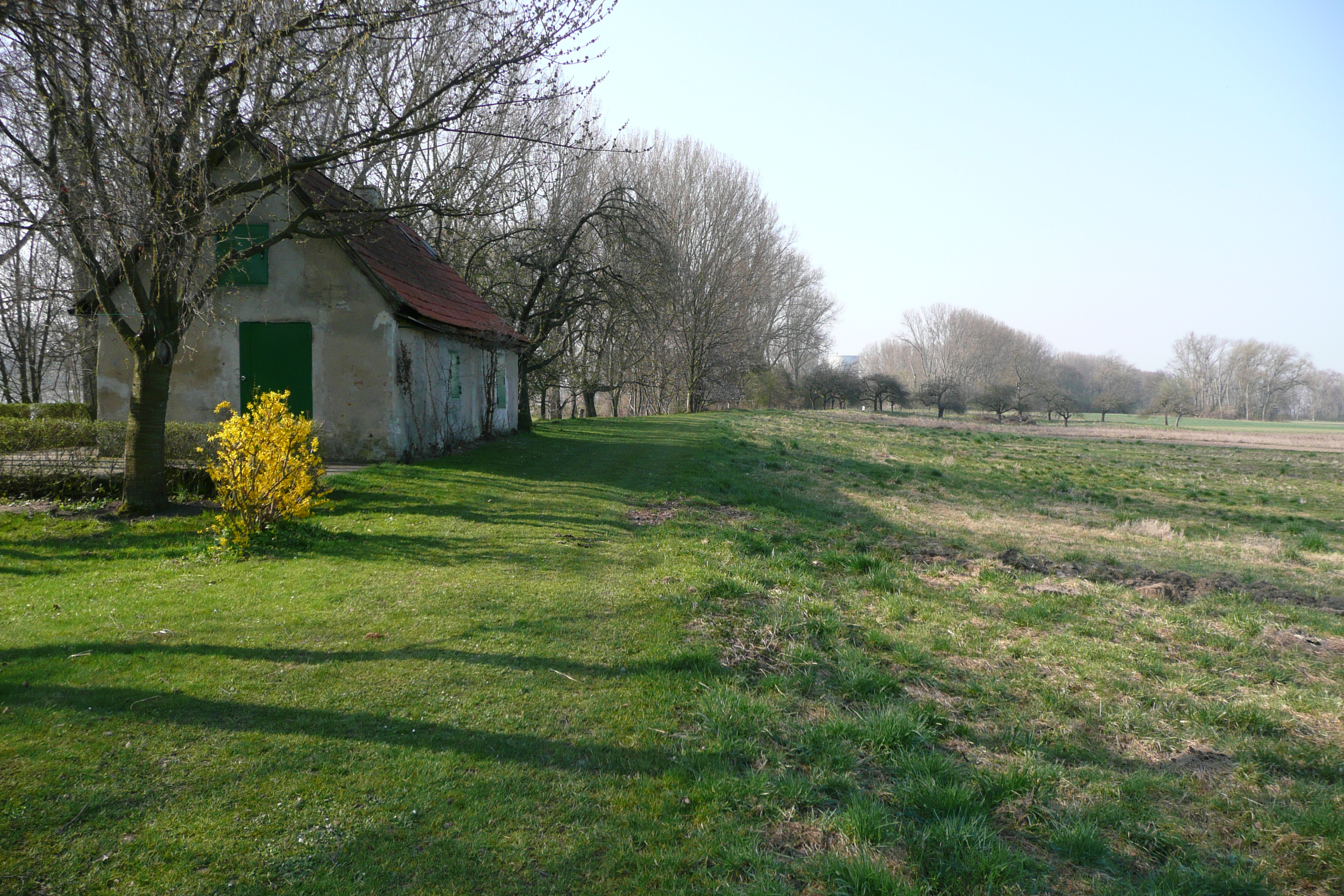
Blaue Hütte auf dem Ibersheimer Wörth

Der vorhandene Lehmboden auf dem Wörth wurde ab der zweiten Hälfte des 19. Jahrhunderts abgebaut und zu Backsteinen und Dachziegeln vor Ort gebrannt. Relikte aus dieser Zeit sind noch der Baggerweiher Volze Loch und eine verfallene Wohnhütte (Blaue Hütte/Bloo Hütt). Der Ibersheimer Backsteinfabrikant war Heinrich Volz. Die Firma Luckas aus Eich hatte dort zuletzt noch einen Betrieb. Die Arbeiter kamen aus dem nahegelegenen Hamm. – Handgestrichene Ziegel aus Ibersheimer Erde und Ibersheimer Produktion bedecken heute noch das Heimatmuseum. Der Ibersheimer Künstler Fritz Kehr hatte diese mit dem Ibersheimer Geldschisser versehen und für die Bezahlung der Renovierungsarbeiten am Museum verkauft. Viele Häuser in Ibersheim, Hamm und Umgebung sind mit Backsteinen vom Ibersheimer Wörth errichtet worden.
Die Statistik zählte 1904 in der gesamten Gemarkung 10.831 Obstbäume. Andererseits hieß es: In dem Vorgelände zum Rhein (Busch und Wörth) wurden um 1900 auf 700 Morgen einige Tausend Apfelbäume gepflanzt. Der Ibersheimer Otto Dahlem hatte ab 1900 eine musterhafte Baumanlage bei seiner Villa, war auf internationalen Gartenbauausstellungen vertreten und belieferte den Großherzoglichen Hof von Ernst Ludwig in Darmstadt mit Äpfeln.
In den 1930er Jahren zählte man dort 5000 Apfelbäume, überwiegend als Winteräpfel und die Lokalsorte Roter Ibersheimer Prinzenapfel. Von Vorteil waren die günstigen Feuchtigkeitsbedingungen durch den nahen Rhein. Für Ibersheim sind damals folgende Daten veröffentlicht worden:
- landwirtschaftlich genutzte Fläche: 750 ha, (Hamm 584 ha, Eich 1920 ha)
- Baumzahl: insgesamt 12.500, davon tragfähig 8300 Stück, (Hamm 10.500/7200, Eich 12.000/8200)
- Baumdichte: 16,7 je ha, (Hamm 18,1, Eich 6,2)[11] Für dieses Einzugsgebiet gab es die Bezirksabgabestelle Obst- und Gemüseverwertung Gimbsheim eGmbH. In den 1950er Jahren konnten, für die Vermarktung in der Gimsheimer Markthalle, die jeweiligen Produkte in Ibersheim abgegeben werden.

Im Frühjahr war der Wörth ein riesiges Blütenmeer, das viele Wanderer anzog. Hier in der Oberrheinischen Tiefebene beginnt der Frühling und wandert danach Richtung Nord- und Ostsee. Die Apfelbaumblüte ist der Indikator für den biologischen Frühlingsanfang.
In den 1950er Jahren hatte man den Obstanbau für Äpfel von Hochstämmen auf Halbstamm oder Spindelbusch umgestellt, weil die Baumpflege und die Ernte mit hohen Leitern zu aufwändig geworden ist. Auch ließen sich die alten Apfelsorten nur schwer oder gar nicht, gegenüber der ausländischen Konkurrenz, verkaufen. Moderne Sorten auf sehr kurzem Stamm konnten relativ schnell Ertrag bringen. Bei diesen Marktgegebenheiten war es notwendig einige Tausend hochstämmige Apfelbäume innerhalb von drei Wintern mit einem Kettenfahrzeug umschieben zu lassen. Mit dieser großflächigen Rodung verschwand ein Charakterbaum auf dem Ibersheimer Wörth.
Heute bedauert man, dass nur noch in Teilbereichen die alten Bäume mit den großen Kronen vorhanden sind, denn für viele Vogel- und Insektenarten sind Hochstämme ökologisch wertvoll.

## Heutige Nutzung
Der Ibersheimer Wörth wird von vielen Interessengruppen genutzt:
- Landwirte, die ihr Eigentum bewirtschaften und Grundsteuer zahlen
- Jäger, die das Wild hegen, notfalls erlegen und Pacht zahlen
- Angler, die eine Prüfung und Berechtigung brauchen und dafür Gebühren zahlen
- Naturschützer, die im Verein Fauna und Flora beobachten und mit Behörden zusammenarbeiten
- Radfahrer, Wanderer, Spaziergänger, die sich dort sportlich und körperlich betätigen.
- Erholung in der Freizeit an den Sandstränden zwischen den Rheinkrippen Richtung Rheindürkheim

Bei dieser Vielfalt und Engagement innerhalb der Gruppe ist Verständnis und Rücksicht für andere notwendig, damit auch unter Menschen ein Gleichgewicht beibehalten wird und jede Interessenlage genutzt werden kann.
Die verschiedenen Nutzer beurteilen das Gebiet wie folgt:
- Die Jäger hegen Rehe (ca. 70–80 in der Gemarkung), Fasanen, Hasen und in den Wasserlöchern Enten. Für die Vielfalt an Tieren und Vögeln sollen Auwälder und Schilfpartien erhalten und ausgeweitet werden.[13]
- Die Naturschützer verweisen auf 80 bis 85 Vogelarten auf dem Wörth bei leicht steigender Tendenz. Vogelkundliche Führungen werden jährlich durchgeführt. Der Gartenrotschwanz, Vogel des Jahres 2011, brütet und singt dort ebenfalls. Auch dem Kindergarten bietet man eine Heranführung an die Natur an. Die Streuobstwiesen zu erhalten und zu fördern ist zurzeit ein besonderes Anliegen. Am Bachert werden die Kopfweiden regelmäßig im Auftrag der Stadtverwaltung geschnitten. In Trockenzeiten kann man dort die schönen Gehäuse der Schlammschnecken, der Posthornschnecke und der Spitzschlammschnecke, sammeln.[14]
- Die Angler in Hamm nutzen den Scheidegraben an manchen Stellen mit einem zusätzlich ausgebaggerten privaten Angelwasser. 1971 errangen Hammer Angler vom Anglerclub 1970 Hamm sogar die deutsche Vereinsmeisterschaft und waren damit die deutsche Nationalmannschaft geworden.[15]

Für eine Weiterbehandlung zur Unterschutzstellung charakteristischer Landschaftsmerkmale in Ibersheim hat die Stadtverwaltung Worms, Stadtplanungsamt, im September 1987 einen Erläuterungsbericht herausgegeben. Im Rahmen der Ortsentwicklung und Ortserneuerung in Worms-Ibersheim wird auch zum Natur- und Landschaftsschutz Stellung genommen:
- Ibersheimer Werth/Wörth, ca. 30–50 ha – Vorschlag für Naturschutzgebiet
- Ibersheimer Wäldchen, Gewann Mittellache, ca. 7,8 ha – Vorschlag für Naturdenkmal seit 1966
- Neue Loch mit Umgebung, an der Kreisstraße 15 Ibersheim – Hamm, circa 1,7 ha – Antrag für Naturdenkmal seit 1967
- Sandhofener Altrhein, insgesamt ca. 35 ha, davon 12,5 ha auf der Ibersheimer Gemarkung Mittelfeld bei Waldgewann – Vorschlag für Geschützten Landschaftsbestandteil. – Seit 1985 besteht dort in der Rheindürkheimer Gemarkung auf 9,3 ha das Naturschutzgebiet Der Spieß – An der Spießbrücke.

Das Landesamt für Umweltschutz in Oppenheim stellte 1984 eine Biotopkartierung im Rheinauengebiet Worms-Ibersheim zusammen.
Der Naturschutzbund Deutschland (NABU), Gruppe Worms und Umgebung, pflegt sieben Flächen mit insges. fast 10 ha. Dies ist mit Abstand die größte Fläche, die von der Gruppe betreut wird.

## Naturerlebniswege

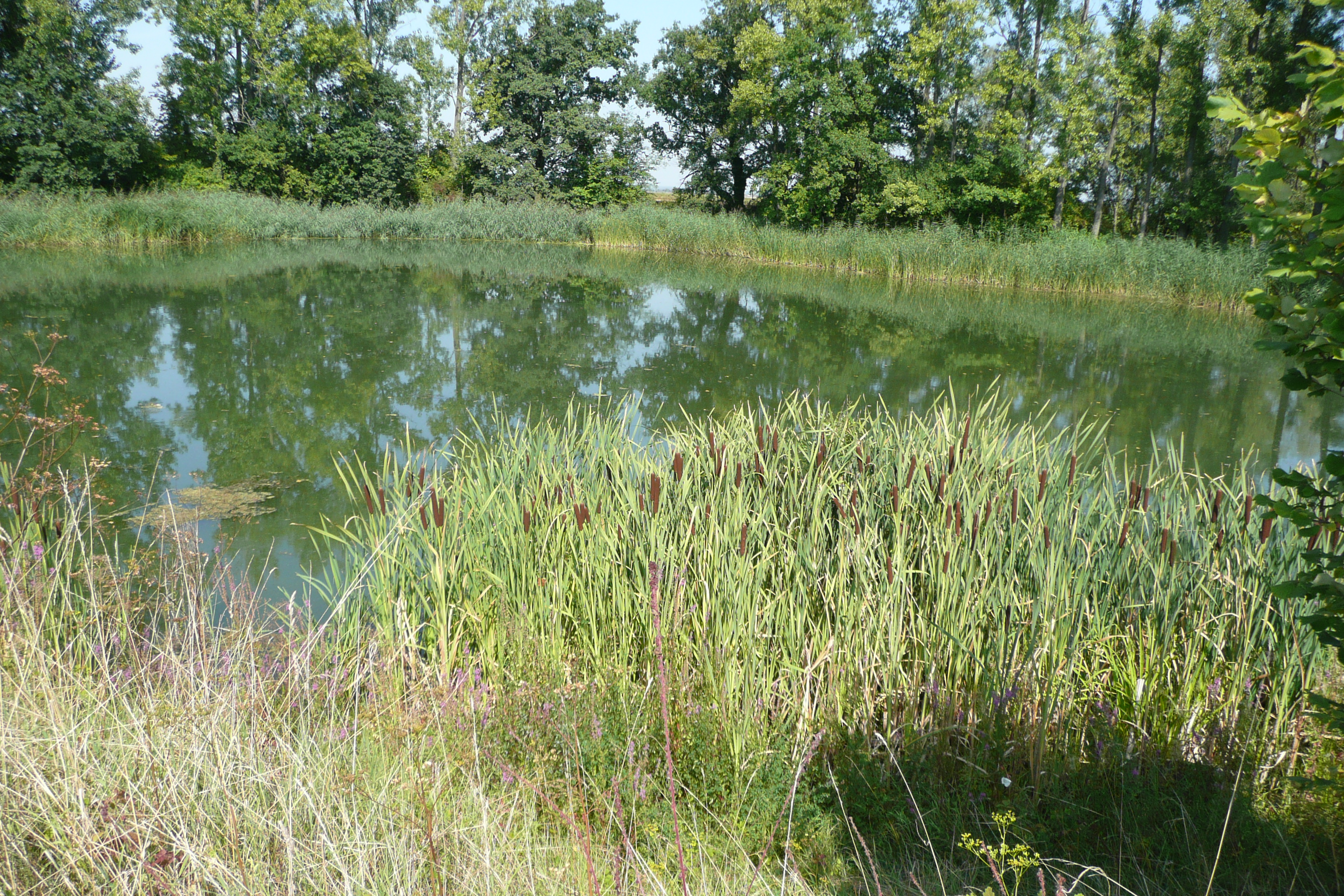
Altloch

Wer die interessante Natur in Ibersheim näher kennenlernen will, sollte sich einen Überblick von der „höchsten Erhebung“ verschaffen. Vom großen Damm blickt man zur Rheinaue und zum Rhein. Auf der Landseite, nach Westen, bietet die Natur eine große Ebene mit landwirtschaftlich genutzten Flächen. (Die Gemarkung von Ibersheim hat eine Fläche von fast zehn Quadratkilometern.) Bei entsprechendem Wetter erkennt man sogar den Donnersberg in der Pfalz, den Melibokus an der Bergstraße und den Feldberg im Taunus. Gleich neben dem Damm befinden sich das Altloch (1798) und das Neuloch (1824), die nach Dammbrüchen durch Ausspülungen entstanden sind.
Nach dem Um- und Ausbau des Rheinhauptdeiches ab 2004 fehlt der Fußweg auf der Dammkrone. Unterhalb, auf der Landseite, ist jedoch ein Fahr- oder Bermenweg hinzugekommen, der von Radtouristen immer mehr genutzt wird. Mittlerweile wird diese Strecke auf der Etappe Worms – Mainz als Teil des internationalen Rheinradweges angenommen.
An dem Ibersheimer Wörth erfreuen sich die Landwirte, die gleichzeitig Jäger sind, die örtlichen und angereisten Naturschützer, und selbstverständlich nutzt die Ibersheimer Bevölkerung ihren Wörth zur Naherholung. Lange Zeit war man bestrebt, die Natur sich selbst zu überlassen und für Ruhe zu sorgen. Es wird jedoch notwendig, die Bevölkerung in den Natur- und Landschaftsschutz mit einzubeziehen. Verständnis für die Schönheit unserer Heimat kann als kulturelles Erbe nur erhalten werden, wenn man die Werte kennt, versteht und dann schätzen und schützen lernt. Künftig müssen die Besucher als Fuß- und Radwanderer an den idyllischen Stellen vorbeigeführt und um die natursensiblen Gebiete herumgeführt werden. Die Tier- und Vogelwelt ist in den Monaten März bis Juni für den Arterhalt zu schützen.
Die Untere Naturschutzbehörde stellte fest: 100 Vogel- und 24 Libellenarten. Die Amphibien sollen sich erfreulich entwickelt haben. Auch einige bedrohte Tierarten leben dort. Der Wörth gilt als wahres Schatzkästchen der Natur.
Die Landschaftsschönheiten können entlang verschiedener Wege bewundert werden. Die Bedeutung der Namen erinnert an die lange Ibersheimer Geschichte.

### Sommerdämme

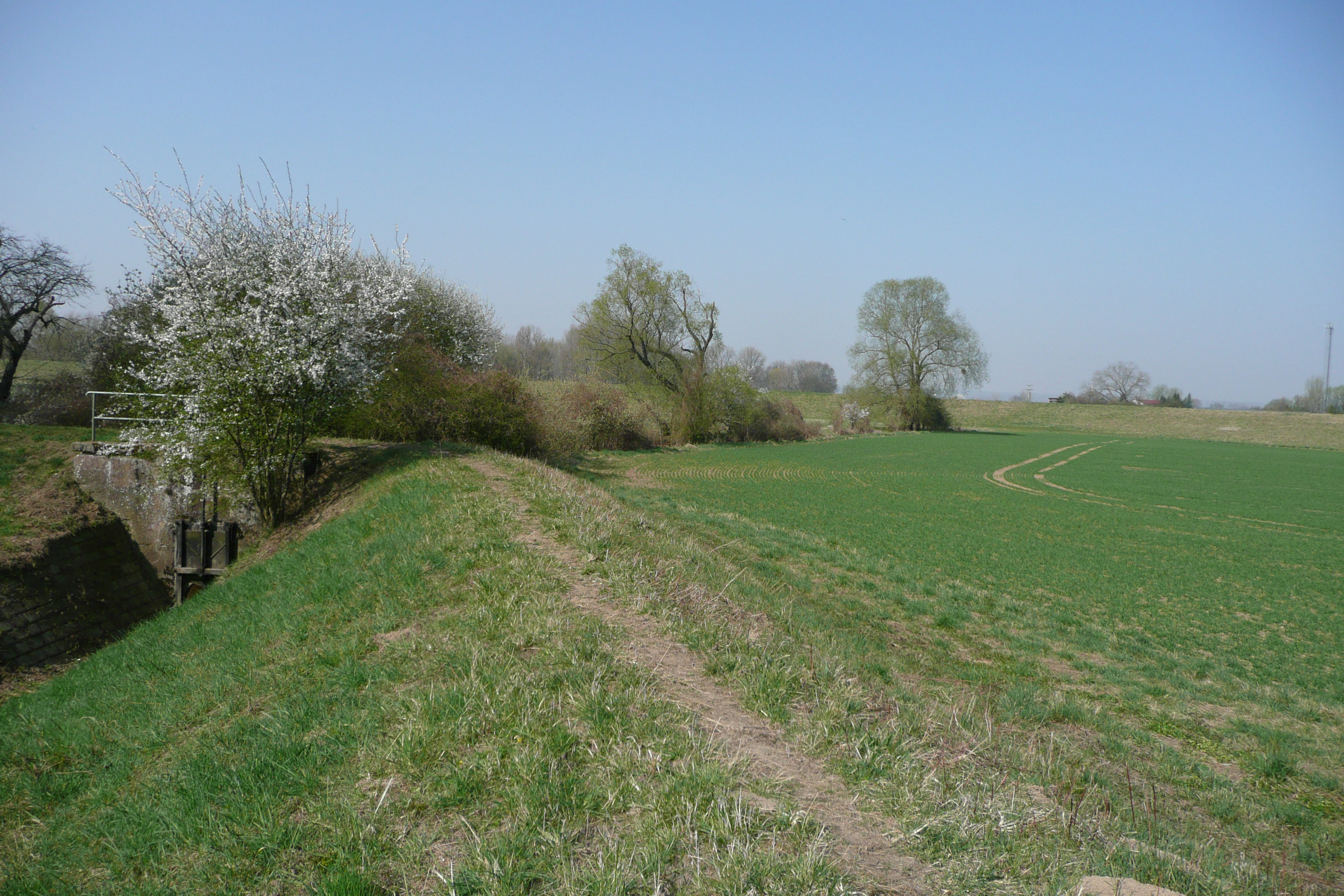
Dammschließe an der Gemarkungsgrenze zu Hamm

Der ehemalige Altrheinarm bei Ibersheim und Hamm wird Rheinlöcher für den Teil auf Ibersheimer Gemarkung und Scheidegraben (Grenzgraben) in Hamm genannt. Auf beiden Seiten gibt es sogenannte Sommerdämme (gegen die Sommer-Hochwasser), zum Busch hin und auf der Gegenseite zum Rhein.
- Der rheinseitige Damm verläuft parallel zum Wörthweg und ist im Laufe der Zeit, zur besseren Bewirtschaftung, an vielen Stellen eingeebnet worden und oft kaum erkennbar. Im Norden, am Ortsende von Hamm bei der Straße zum Rhein, steht auf der Dammkrone noch ein Stein mit der Zahl 1093, deren Bedeutung unbekannt ist. – Die ehemalige Dammdurchfahrt wurde von US-Pionieren bei der Rheinüberquerung im März 1945 verbreitert. Einer der seitlichen Begrenzungssteine, mit den zwei großen Rillen, steht heute am Heimatmuseum zur Erinnerung.
- Der landseitige Damm, der den Gemarkungsteil Busch mit seinem wertvollen Ackerboden schützt, ist höher gelegen und auf einem Grasweg begehbar. Er sollte jedoch als natursensibler Bereich in der Brutzeit und als Unterstand für Rehe gemieden werden. – Die Dammdurchfahrt wird bei Hochwasser geschlossen, indem man starke Bretter zwischen die seitlichen Aussparungen schiebt und den Zwischenraum verfüllt.

### Kribbenweg
Kribben sind in der Fachsprache Buhnen, Flussregulierungsbauwerke zur Sicherung der Fahrwasserrinne für die Schifffahrt. Früher konnte man das Rheinniederungsgebiet zwischen dem Ort und dem Rhein nur über Dämme/Kribben/Krippen durchqueren. Der einzige durchgehende Weg zum Rhein ist Ende der 1950er Jahre im Rahmen des Grünen Planes betoniert worden. Dies ist ein sonniger und zuweilen auch ein heißer Fuß- und Wanderweg, weil schattenspendende Bäume auf der Sonnenseite nicht vorhanden sind. Nach dem Ort kommt man zuerst an dem Bolz-, Spiel- und Festplatz vorbei und erreicht noch einige alte Birnbäume, die früher zur Erntezeit versteigert wurden.

### Wörthweg
Auch dies ist ein sonniger Rad- und Wanderweg, der vom Krippenweg Richtung Hamm abzweigt und an der Brücke über den Scheidegraben endet. Unterwegs ist ein Teil der Betonierung ausgelassen worden, um eine Moped-Rennstrecke zu verhindern. Auf der einen Seite des Weges ist die Aue mit Streuobstwiesen dazwischen. Auf der anderen Seite sind die Felder mit den unterschiedlichen landwirtschaftlichen Kulturen. Bis in die 1950er Jahre standen in diesem Gelände noch einige Tausend Apfelbäume auf Hochstamm, die einem im Frühjahr ein Blütenmeer boten. Heute sollen wenigstens noch Restbestände der ehemaligen Bepflanzung gezeigt und unserer einheimischen Vogelwelt zur Verfügung stehen.

### Krappenweg
Krappen sind Raben und Krähenvögel. Hier haben sie ihre Futterplätze auf den Feldern, wo sie im Schwarm anfliegen und die Sicht behalten können. Ihre Nistplätze sind als Kolonie unweit im Naturdenkmal Ibersheimer Wäldchen, Mittlach (Mittellache) genannt, zwischen Ibersheim und Eich. Dies ist der längste Weg, der als Feldweg vom Wörthweg abzweigt und erst an der Gemarkungsgrenze, hinter Hamm, an der Straße zum Rhein, endet.
Unterwegs kommt man an dem Bachert vorbei, ein im Mittelalter bekannter Laich- und Fangplatz für Salme bzw. Lachse. Diese Wanderfische nannte man beim Aufsteigen in den Rhein Salme und nach dem Ablaichen Lachse. Im oft ausgetrockneten Bachert findet man Posthornschnecken und Spitzschlammschnecken. Die Stadtverwaltung pflegt die stattlichen Kopfweiden und die Fahrwege, die als Wanderwege gut begehbar hergerichtet werden. – Am Bachert ist die Mitte des 5 km langen Ibersheimer Rheinstrandes.

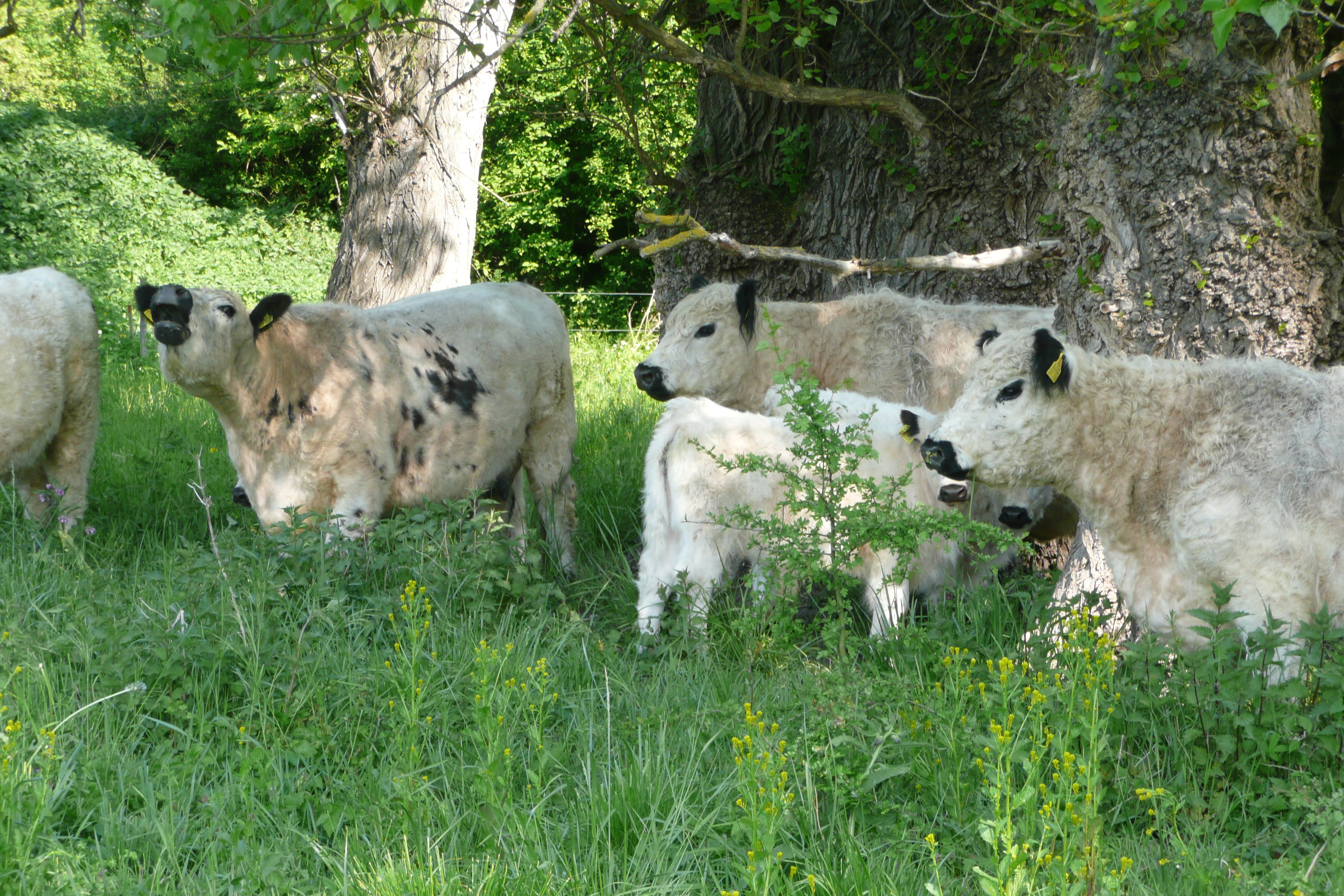
Galloway-Rinderherde

Auf dem etwas höher gelegenen Gebiet hatte man um 1900 Lehm ausgebaggert und vor Ort Backsteine und Dachziegeln daraus gebrannt. Hier angelten in den 1950er Jahren die Kinder Sonnenbarsche heraus. Nach dem damaligen Ibersheimer Besitzer Heinrich Volz, nennt man dieses besonders schutzwürdige Gebiet heute Volze Loch.
Zwischen dem Krappenweg und der Blauen Hütte grast friedlich für längere Zeit eine hoch prämierte Herde Galloway-Rinder. Die Gimbsheimer Beny und Gugumus züchten innerhalb dieser Rasse White Galloways mit weißem Fell, schwarzen Ohren und einem schwarzen Maul. Diese schöne Zeichnung erfreut alle vorbeikommenden Wanderer und Radfahrer.

### Leinpfad
Als Lein- oder Treidelpfad wird ein Weg genannt, der unmittelbar am Flussufer entlang verläuft, damit die hölzernen Frachtkähne an einer Leine flussaufwärts von Pferden gezogen werden konnten. Je nach Strömung, war der breite Pfad auf der linken oder rechten Seite des Rheins. Die Schiffszieher kamen auf die fünf Kilometer lange Ibersheimer Strecke (heute Stromkilometer 453,5 bis 458,5) über den Rheinbogen des Kühkopfes herum, an Erfelden und Stockstadt vorbei. Danach wurden die Pferde auf die linksrheinische Seite übergesetzt, sodass es über Hamm, Ibersheim und Rheindürkheim nach Worms weiter gehen konnte.
Um 1830 änderten sich die Jahrhunderte alten Verhältnisse für die Bergschifffahrt, nachdem die ersten Dampfschiffe den Oberrhein befuhren und der Rheindurchstich am Kühkopf 1828/29 erfolgte. Der Ibersheimer Leinpfad ist heute noch erhalten. Auf diesem Weg begegnet einem die Vielfalt von Natur, Technik, Wirtschaft und Transport, mit dem ständigen Schiffsverkehr auf der internationalen Binnenwasserstraße Rhein und dem gegenüberliegenden Kernkraftwerk Biblis, nur rund ein Kilometer von der Ortschaft Ibersheim entfernt.
Sechs Buhnenfelder liegen Richtung Rheindürkheim bis zur Gemarkungsgrenze. Bei Niedrigwasser sind zwischen den Buhnen/Krippen sehr schöne und flache Sand- und Kiesstrände, die zum Absuchen nach kleinen Muschelschalen (Körbchenmuscheln) einladen.
Die Güte des Rheinwassers ist mittlerweile so hoch, dass man nicht mehr warnen muss. Falls notwendig, übernimmt dies die Rheingütestation Worms. Sehr gefährlich ist die Strömung im Bereich der Buhnenköpfe durch Strudel, was Schwimmer unbedingt beachten müssen, sonst besteht Lebensgefahr.

## Kleindenkmale
Auf dem Ibersheimer Wörth und auf dem Rheinhauptdeich, auch Damm genannt, gibt es verschiedene Gebilde mit einer ehemals wichtigen Funktion oder Erinnerungsstücke, deren Bedeutung heute weitgehend in Vergessenheit geraten ist. Die früheren Ausspülungen (Kolke), nach den Dammbrüchen von 1798 (Alte Loch) und von 1824 (Neue Loch) sind mit ihrem ufernahen Bewuchs den Spaziergängern und Radfahrern bekannt und geschätzt. Die Hochwasser des Rheines verursachten damals Unglücke, gegen die die einheimische Bevölkerung, trotz aller Fachkenntnis, ohnmächtig war. Ab 1816 gehörte das Gebiet zur Provinz Rheinhessen im Großherzogtum Hessen. Die damalige Regierung gab am 9. Dezember 1825 eine Verordnung betreffend die Bewachung der Rheindämme bei hohem Wasser auf 15 Seiten heraus. Heute ist das Wasser- und Schifffahrtsamt Mannheim für den Hochwasserschutz zuständig. Die betroffene Bevölkerung hat jedoch in Notzeiten eine Dammwache zu stellen.
In Ibersheim gibt es noch seltene Erinnerungsstücke, die erhalten werden müssen und in der Obhut der Bevölkerung stehen.

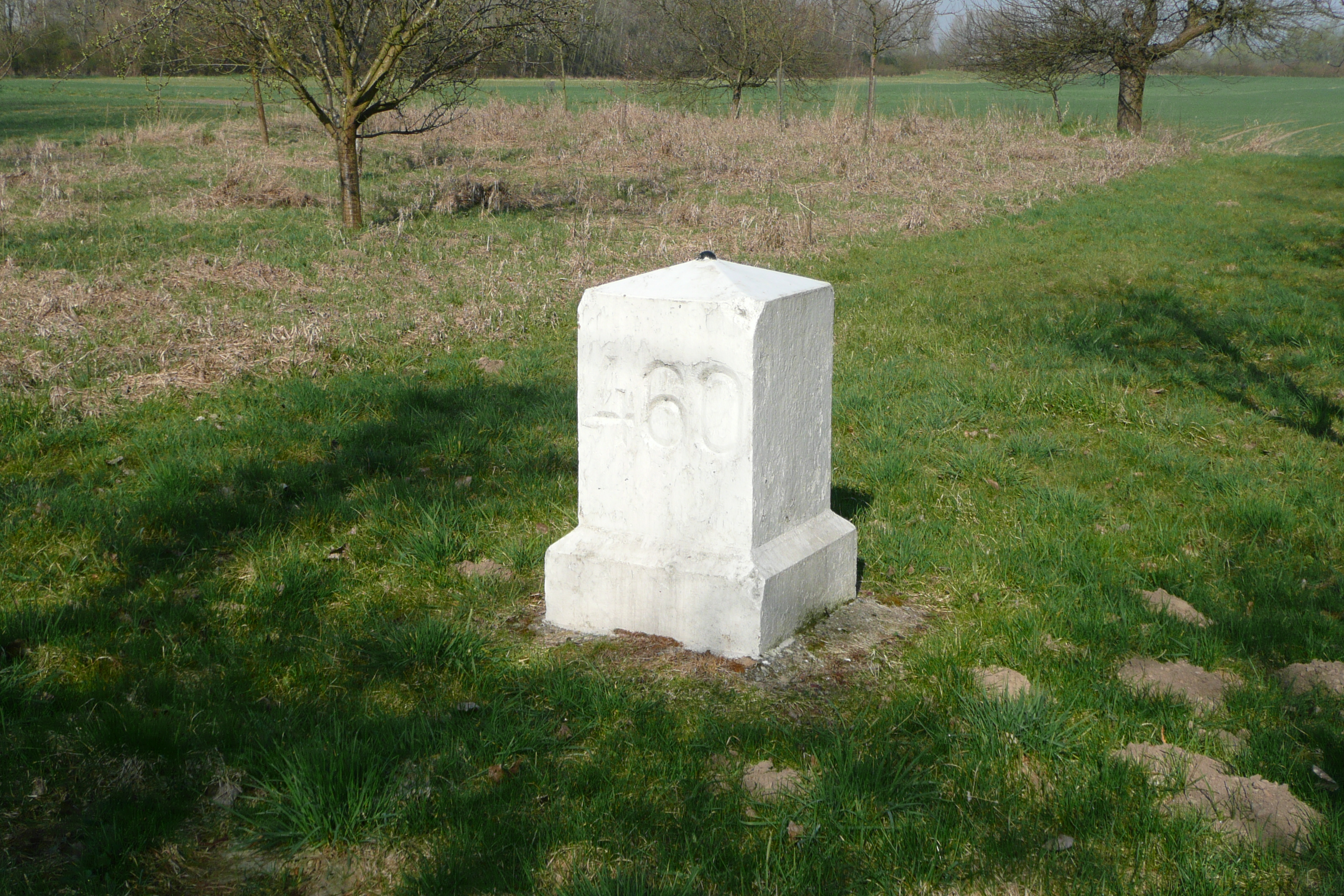
Kilometer-Stein

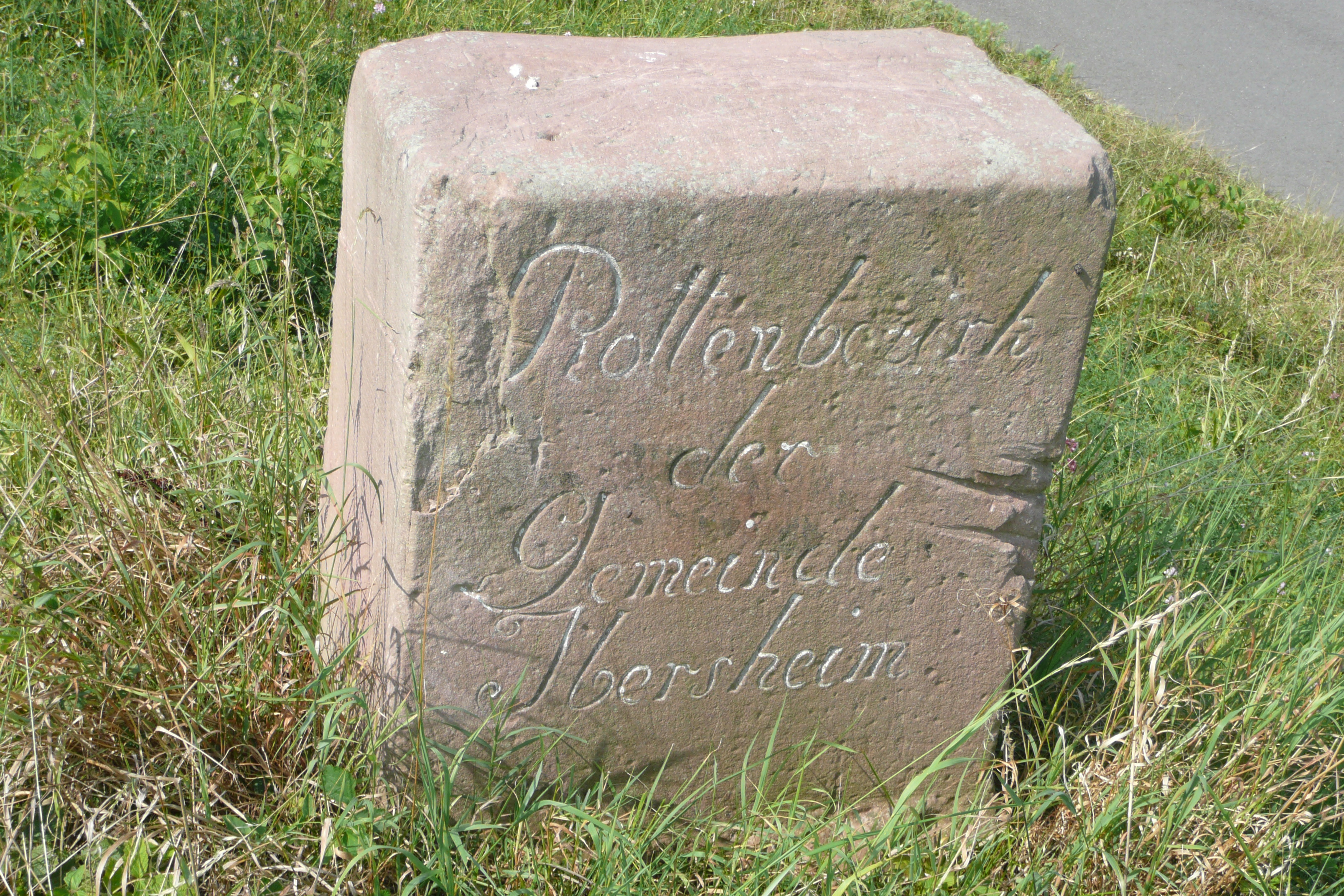
Grenzstein des Rottenbezirks

### Orientierungszeichen
Mit der fortschreitenden Nutzung des Rheins war es notwendig geworden, die mittlerweile internationale Wasserstraße zu vermessen. Dabei mussten verschiedene Schwierigkeiten überwunden werden, weil es ursprünglich sieben Rheinuferstaaten gab, die ihre eigenen Maße hatten und den Nullpunkt an die Ländergrenzen setzten. Der Ibersheimer Wörth bietet heute noch, als einzige bekannte Stelle am Rhein, zwei historisch wertvolle Steine, als Landmarken für die Längenvermessung, zur Orientierung der Rheinschifffahrt.
- Kilometer-Stein

Auf der Wasserseite steht: 460, auf der Landseite: 460 km von Konstanz. Der Stein ist quadratisch behauen und weiß gestrichen worden, deshalb Weißer Stein. Der Standort ist bei Strom-km 457, ca. 100 m landeinwärts, ca. 200 m oberhalb der Blauen Hütte. – Der sogenannte Myriameterstein Nr. 29 auf der linksrheinischen Seite enthält die Angabe von 460 km, bedeutet jedoch 46 Myriameter.
- Kilometer-Tafeln

Fünf große Rheinstrom-Kilometer-Tafeln stehen heute mit den Nummern 454 bis 458 als Kilometrierung für die Rheinschifffahrt in Ufernähe auf Ibersheimer Gemarkung.

### Grenzsteine des Rottenbezirks
Die gesamte Länge des Rheinhauptdeiches wurde im 19. Jahrhundert in Rottenbezirke (Dammstrecken) von 3,75 km (1500 hessische Klafter, 1 hess. Klafter = 2,50 m) eingeteilt. Der gesamte Ibersheimer Bezirk für die Deichüberwachung liegt heute zwischen den Gemarkungsgrenzen zu Rheindürkheim und Hamm. Der Grenzstein Ibersheim-Hamm stand bis 2003 noch in Ortsnähe von Ibersheim am sogenannten Haspelpfad und wurde 2005 bei der Dammsanierung auf die Gemarkungsgrenze versetzt. Heute stehen die beiden Steine auf dem Deichrücken an den Gemarkungsgrenzen:
- Ibersheim – Rheindürkheim
- Ibersheim – Hamm

### Hochwassermarken
Die einzelnen Hochwasserhöchststände werden mit Marken festgehalten und erinnern an frühere Katastrophen für die Bevölkerung und die Landwirtschaft.
- Die Hochwassermarke mit dem historisch höchsten Stand war, mit der Jahreszahl 1882, in eine Sandstein-Säule gehauen worden und stand auf der Wasserseite des Hauptdammes hinter der Dammauffahrt von Ibersheim. Damals stand das Wasser am Pegel Worms bei 822 cm am 29. Dezember 1882.[24] Wegen der Dammverbreiterung 2003 bei Rheindürkheim, Ibersheim und Hamm ist diese Marke dort weggenommen worden.
- Der Hochwasserhöchststand vom 28. Mai 1983 mit 727 cm ist an der Durchfahrt des großen landseitigen Sommerdammes am Krippenweg in eine Messingplatte eingeschlagen worden. Dieser Wasserstand liegt in einer Rangfolge an sechster Stelle nach den Ständen von 1882, 1955, 1880, 1988, 1896 und 1983.

### Deichschließe
Am Heimatmuseum steht eine Deichschließe, die man vom Wörth hierher versetzt hatte, weil sie am ursprünglichen Ort als Hochwasserschutz keine Funktion mehr hatte. Jetzt erinnert sie im Ort an die Hochwassergefahren, an der Stelle, wo die Dammwache die Sandsäcke befüllen muss.

### Gedenktafel
Zur Sicherung der Bevölkerung wurde zwischen 2003 und 2005 eine umfangreiche Deichsanierung vorgenommen, die von der Bundesrepublik Deutschland und der Europäischen Union mitfinanziert wurde. Nach dieser Hochwasserschutzmaßnahme kann sich die unmittelbare Bevölkerung auch vor einem möglichen Jahrhunderthochwasser sicher fühlen, vor aufsteigendem Grundwasser allerdings nicht. Der landseitige Bermenweg zur Deichunterhaltung wir auch als Teil des Rheinradweges. Eine Gedenktafel erinnert am Beginn des Radweges nach Hamm an die damalige Großbaustelle.

## Karten
- Johann Heinrich Haas (1758–1810): Militärische Situationskarte (Haas’sche Karte) von 1799, Teil Guntersblum, bei: Hessisches Landesamt für Bodenmanagement und Geoinformation, Wiesbaden.
- Friedrich Wilhelm Delkeskamp: Neues Panorama des Rheins und seiner nächsten Umgebungen von Speyer bis Mainz, 1842; Druck J. Back, Frankfurt a. M., Nachdruck von Nyloprint.
- Karte von dem Großherzogthume Hessen 1:50.000, 7 Worms, 1823–1840, Hessisches Landesvermessungsamt, Wiesbaden.
- Luftbild 1:25.000, 6216 Gernsheim, Flug April 1934, Hansa Luftbild, Hessisches Landesamt für Bodenmanagement, Wiesbaden.
- Luftbild 1:10.000, 6216 Gernsheim 8, Flug 9. Juli 1982, Hessisches Landesvermessungsamt, Wiesbaden.
- Luftbild 1:10.000, 6216 Gernsheim 8, Flug 30. August 1985, Hessisches Landesvermessungsamt, Wiesbaden.
- Topographische Karte 1:10.000, 6216 Gernsheim SO, 1995, Hessisches Landesvermessungsamt, Wiesbaden.
- Topographische Karte 1:25.000, 6216 Gernsheim, Normalausgabe, Hessisches Landesamt für Bodenmanagement, Wiesbaden, ISBN 3-89446-160-8.